# Chiesa della Madonna di Loreto (Massimeno)
La chiesa della Madonna di Loreto (o della Beata Vergine Lauretana) è una chiesa cattolica situata nel comune di Massimeno, in provincia di Trento; è sussidiaria della parrocchiale di Santa Lucia di Giustino e fa parte dell'arcidiocesi di Trento.

## Storia

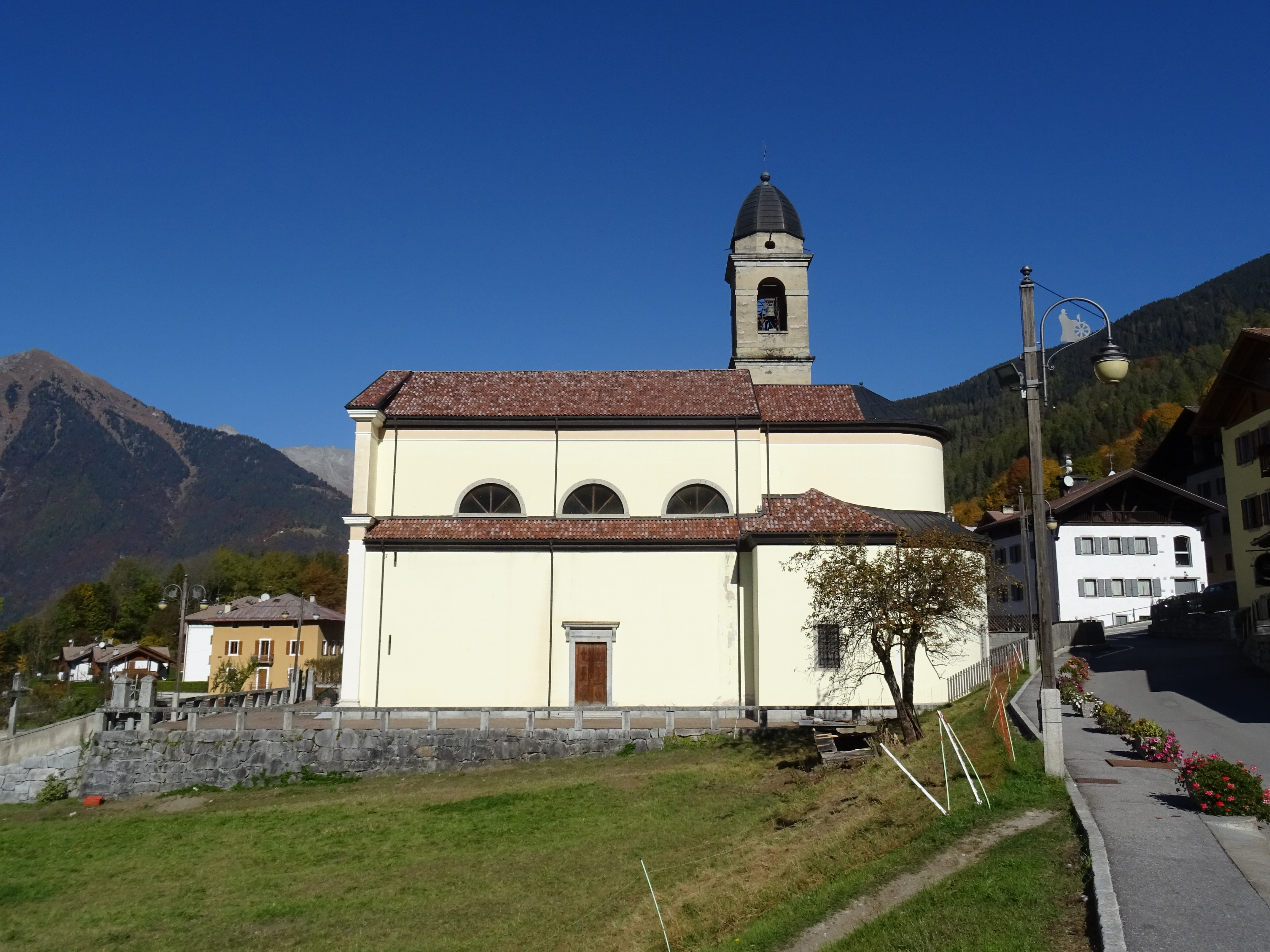
Vista laterale

Una prima cappella sorse nel centro abitato di Massimeno tra il 1758 e il 1761, situata nell'area adiacente alla chiesa odierna che è ora adibita a parco giochi; essa era di proprietà privata della famiglia Cozzini. Questa cappelletta venne demolita contestualmente all'inizio dei lavori di costruzione della nuova chiesa, che presero avvio nel 1860 e si conclusero due anni dopo. Il nuovo edificio venne quindi benedetto in data 23 dicembre 1862.
Sono documentati nel 1959 dei lavori di restauro non meglio precisati, in concomitanza dei quali vennero anche eseguite le pitture del presbiterio, opera di Angelo Dorna di Pinzolo; tra il 1970 e il 1980 è stato realizzato l'adeguamento liturgico, con l'aggiunta di elementi eterogenei e non permanenti.
Nonostante sia la chiesa principale del paese, non è sede parrocchiale (è infatti sussidiaria della chiesa di Santa Lucia, situata nel vicino comune di Giustino), il che rende Massimeno uno degli unici due comuni di tutto il Trentino a non avere una propria parrocchia (l'altro è Vignola-Falesina).

## Descrizione

### Esterno

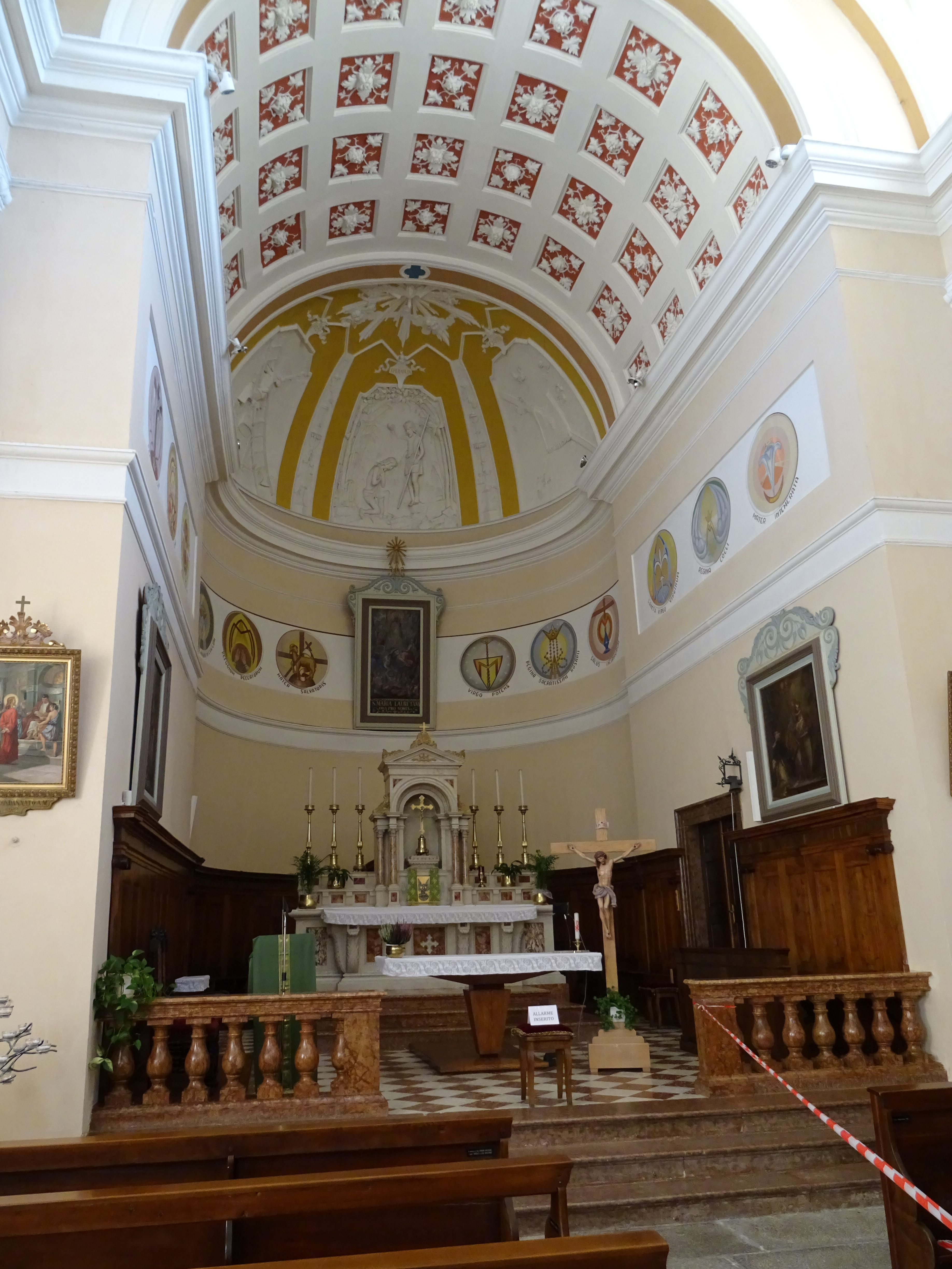
Presbiterio

La chiesa sorge su un terrazzo affacciato sul cimitero, ed è regolarmente orientata a est. La facciata è divisa in tre sezioni verticali; quelle più esterne sono delimitate, in basso, da paraste ioniche, e in alto da cornici rettangolari; in quella centrale, più grande, si aprono il portale architravato e, all'interno di un'arcata, una finestra a lunetta; l'intero prospetto è tagliato in due in orizzontale da un cornicione marcapiano, e sormontato da un frontone triangolare modanato.
Le pareti laterali sono caratterizzate dai corpi sporgenti continui delle cappelle laterali, con un ingresso laterale e sovrastati da tre finestre a lunetta. Il campanile, addossato al lato sinistro del presbiterio, ha una sezione delimitata da cornicioni in cui si trova l'orologio, e sopra di essa la cella campanaria aperta da quattro monofore; la cima è costituita da un tamburo ottagonale con oculi su lati alterni, che fa da base alla piccola cupola culminante con sfera e croce. Opposto alla torre campanaria emerge il volume della sagrestia.

### Interno

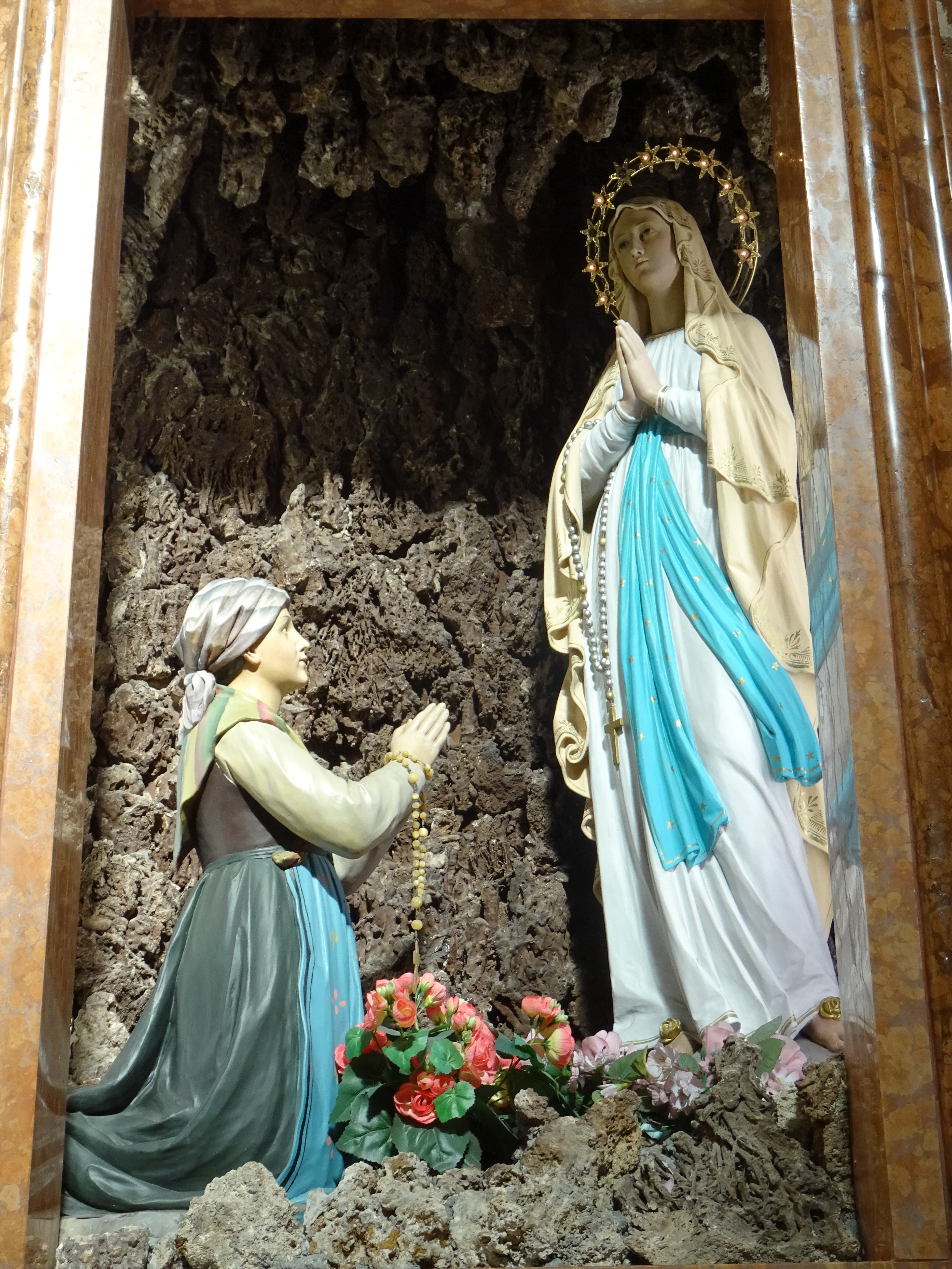
La riproduzione della grotta di Lourdes, con le statue dell'Immacolata e di Bernadette, nell'altare laterale sinistro

L'interno è a navata unica, suddivisa in tre campate da pilastri ornati da paraste ioniche; ai lati di ogni campata si aprono delle piccole cappelle laterali simmetriche con soffitto ad arcata, di cui quelle centrali aventi la funzione di ingressi laterali. L'arco santo a tutto sesto precede il presbiterio, che è rialzato di tre gradini e si conclude con l'abside semicircolare; incassata nell'arcata di controfacciata si trova infine la cantoria.
La decorazione interna della chiesa è realizzata prevalentemente a stucchi, concentrati nelle volte e arcate delle cappelle laterali, nella volta del presbiterio e nel catino absidale (dove risalta una raffigurazione del battesimo di Gesù); oltre ad essi, sono presenti dei dipinti murali sulle pareti del presbiterio e dell'abside (una striscia di simboli incorniciati in cerchi che rappresentano le allegorie mariane), e sulle vele delle volte della navata.